# Elaphria costagna
Elaphria costagna là một loài bướm đêm trong họ Noctuidae.